# Biskupi luksemburscy
Biskupi luksemburscy – wikariusze apostolscy, biskupi diecezjalni i biskupi pomocniczy diecezji, a następnie (od 1988) archidiecezji luksemburskiej. 

## Biskupi

### Wikariusze apostolscy
| Lata urzędowania | Biskup | Biskup                      | Uwagi                                                                       |
| ---------------- | ------ | --------------------------- | --------------------------------------------------------------------------- |
| 1840−1841        |        | Johann Theodor van der Noot |                                                                             |
| 1841−1856        |        | Johann Theodor Laurent      | przed osiągnięciem wieku emerytalnego złożył rezygnację z pełnionego urzędu |
| 1848−1870        |        | Nikolaus Adames             | po przekształceniu wikariatu w diecezję biskup diecezjalny Luksemburga      |

### Biskupi diecezjalni
| Lata urzędowania | Biskup | Biskup                      | Uwagi |
| ---------------- | ------ | --------------------------- | --- |
| 1870−1883        |        | Nikolaus Adames             | przed osiągnięciem wieku emerytalnego złożył rezygnację z pełnionego urzędu                                     |
| 1883−1918        |        | Johannes Joseph Koppes      | |
| 1920−1935        |        | Pierre Nommesch             | |
| 1935−1956        |        | Joseph Laurent Philippe SCI | |
| 1956−1971        |        | Léon Lommel                 | |
| 1971−1990        |        | Jean Hengen                 | od 1985 arcybiskup ad personam, po podniesieniu diecezji do rangi archidiecezji od 1988 arcybiskup luksemburski |
| 1990−2011        |        | Fernand Franck              | arcybiskup luksemburski                                                                                         |
| od 2011          |        | Jean-Claude Hollerich SJ    | arcybiskup luksemburski, kardynał                                                                               |

### Biskupi pomocniczy
| Lata urzędowania | Biskup | Biskup       | Uwagi |
| ---------------- | ------ | ------------ | ----- |
| od 2019          |        | Léon Wagener |       |